# Cumberland (Wisconsin)
Cumberland é uma cidade localizada no estado norte-americano de Wisconsin, no Condado de Barron.

## Demografia
Segundo o censo norte-americano de 2000, a sua população era de 2280 habitantes.
Em 2006, foi estimada uma população de 2302, um aumento de 22 (1.0%).

## Geografia
De acordo com o United States Census Bureau tem uma área de
10,3 km², dos quais 8,8 km² cobertos por terra e 1,5 km² cobertos por água. Cumberland localiza-se a aproximadamente 379 m acima do nível do mar.

## Localidades na vizinhança
O diagrama seguinte representa as localidades num raio de 24 km ao redor de Cumberland.